# Herman Larsen
Herman Albert Larsen  senere Zander (18. juli 1899 i København – 3. marts 1962 i Hellerup) var en dansk atlet.
Herman Larsen medlem af Københavns IF. Han deltog i OL 1928 i Amsterdam hvor han blev slået ud i de indledende heat på 400 meter hæk. Da han var aktiv samtidig med Louis Lundgreen blev han aldrig dansk mester, men vandt fem sølv- og to bronzemedaljer.

## Bedste resultat
- 110 meter hæk 16.6 1926
- 400 meter hæk 57.9 1928
- 400 meter 52,0 1925
- 800 meter 2,00,3 1925

| Atletikudøver | Spire Denne biografi om en dansk atletikudøver er en spire som bør udbygges. Du er velkommen til at hjælpe Wikipedia ved at udvide den. |